# 菅田栄治
菅田 榮治（すがた えいじ、1908年2月16日 - 1988年7月13日）は日本の工学者。工学博士。
国産第一号の電子顕微鏡の組み立てに成功した。

## 経歴
鳥取県米子市米原出身。
福米小学校、米子中学校（現米子東高校）を経て推薦で大阪高等工業学校に入学するが、同校が1929年に大学に昇格したのにともない、彼もまた大学に進学して 1932年に卒業、鉄道省への入省が決まっていたがあまりに成績が優秀ということで、そのまま講師として残った。
1933年大阪帝国大学工学部専任講師に迎えられると、電子顕微鏡の研究一筋に打ち込み、1940年、国産第一号の電子顕微鏡の組み立てに成功した。倍率一万倍、今から見れば幼稚であるが当時としては、驚くべき性能であった。
1966年阪大工学部長、1971年大阪府立工業技術研究所長、1977年大阪電気通信大学学長などの要職に就任。
1980年正月には、宮中の読書始めの儀で進講者に選ばれ、昭和天皇にご進講するなどの栄誉に輝いた。1988年、没。

## 人物像
米子中学では特待生として授業料免除の恩典に浴す一方、柔道部に籍を置き、米中柔道部が山陰制覇をした時の先鋒をつとめるなど、まさしく文武両道を地でいく生徒であった。
趣味は写真、宗教は基督教聖公会。。

## 著作
- 超電子顕微鏡研究をめぐりての技術者魂の発露（『軍事と技術』第201号、1943年9月）